# ران ایسولد ایشتینستوتیر
ران ایسولد اِیشتینستوتیر (ایسلندی: Rán Ísold Eysteinsdóttir؛ زادهٔ ۱۹۹۵) بازیگر و مانکن اهل ایسلند است.
از فیلم‌ها یا مجموعه‌های تلویزیونی که وی در آن‌ها نقش داشته‌است، می‌توان به به‌دام‌افتاده اشاره نمود.